# МАЗ-537
МАЗ-537 — типовий представник сімейства радянських чотирьохосних великовантажних тягачів високої прохідності. Розроблений СКБ-1 Мінського автомобільного заводу, головний конструктор - Б. Л. Шапошник. Спочатку призначався для транспортування великогабаритних вантажів типу бронетанкової техніки дорогами з твердим покриттям та бездоріжжям. За конструкцією схожий на попередника МАЗ-535. Проте порівняно з ним має значно більшу потужність (525 к.с. проти 375 к.с. МАЗ-535).

## Історія
Зі створенням перспективних ракетних комплексів, вантажопідйомність та тягові можливості тягачів МАЗ-535А перестали влаштовувати замовника і МАЗу було поставлено завдання створити машину (на базі уніфікованих вузлів та агрегатів) з більш високими експлуатаційними параметрами, насамперед щодо тягово-динамічних властивостей та збільшенням максимального навантаження. Проектування здійснювалося з 1956 року та проводилося паралельно з розробкою «малих» баластових тягачів МАЗ-535 та МАЗ-536. 29 березня 1959 року на Мінському автозаводі було зібрано перший тягач МАЗ-537 дослідної партії. А у липні 1959 року вийшла постанова Ради Міністрів СРСР про зміну робіт з артилерійського тягача МАЗ-536 на ДКР зі створення сідельного тягача МАЗ-537 та напівпричепа МАЗ-5247, призначеного для перевезення гусеничної техніки — танків та самохідної артилерії. З початку 1960 року колісні тягачі МАЗ-537 почали випускати серійно, а 30 липня 1962 року МАЗ-537 було прийнято на озброєння.
Наприкінці 1963 року конструкторську документацію з МАЗ-537 було передано на завод «Уралсільмаш» у м. Курган (перейменований на Курганський завод колісних тягачів (КЗКТ) наказом Міністра автотракторної промисловості від 11 червня 1966 року), де до цього випускалися автомобілі сімейства МАЗ-535. У той час сумарний випуск автомобілів сімейства МАЗ-537 у Мінську та МАЗ-535 у Кургані сягав 350—400 штук на рік. 1964 року виробництво МАЗ-537 було повністю передано до Кургану, де й продовжився випуск цих автомобілів вже під маркою «КЗКТ», поки їх не замінили досконаліші тягачі КЗКТ-7428 у 1989 році.
За створення сімейств автомобілів-тягачів МАЗ-535 та МАЗ-537 у 1968 році головному конструктору СКБ МАЗу Б. Л. Шапошнику та групі його соратників було присуджено Державну премію СРСР.

## Конструкція
МАЗ-537 схожий на МАЗ-535 — Основною відмінністю є новий двигун підвищеної потужності Д12А-525. Також на 300 мм була збільшена база, замість 16-шарових шин з регулювальним тиском повітря автомобіль отримав 24-шарові шини з постійним тиском (4,5 кг/см2), була змінена форма вентиляційних люків на моторному відсіку. На МАЗ-537 були відсутні лебідка та коробка відбору потужності, які пізніше встановлювалися на його модифікаціях.
Рама клепано-зварена з лонжеронами швелерного перерізу. У передній частині розташована чотиримісна рядна кабіна з двома бічними дверима та люком у даху. Відразу за кабіною знаходиться моторно-трансмісійне відділення, в якому встановлений 12-циліндровий дизельний двигун Д-12А-525А (прямий нащадок дизеля В-2 від танка Т-34) потужністю 525 к.с.
Трансмісія – гідромеханічна, з гідротрансформатором та планетарною триступінчастою коробкою передач. Рульовий механізм із гідропідсилювачем. Керовані дві передні осі. Кожен міст автомобіля складається з центрального редуктора, двох напівосьових карданів та двох колісних планетарних передач. Другий передній та другий задній центральні редуктори є прохідними. Від них момент, що крутить, передається через карданні вали в центральні редуктори переднього і першого заднього мостів. Диференціал передніх центральних редукторів автомобіля відноситься до диференціалів підвищеного тертя, а диференціал задніх центральних редукторів відноситься до диференціалів, що самоблокуються, що працюють за принципом муфти вільного ходу.
МАЗ-537 має дуже високі тягові якості, що дозволяє йому успішно буксирувати важкі причепи. В тому числі з танками і балістичними ракетами стратегічного призначення. Спеціально для автомобілів цього сімейства були спроектовані причепи-важковози 2-ППТ-50 вантажопідйомністю 50 тонн. Надалі було розроблено ряд більш досконалих причепів та спеціальних платформ. Автомобіль за час виробництва також постійно вдосконалювався.

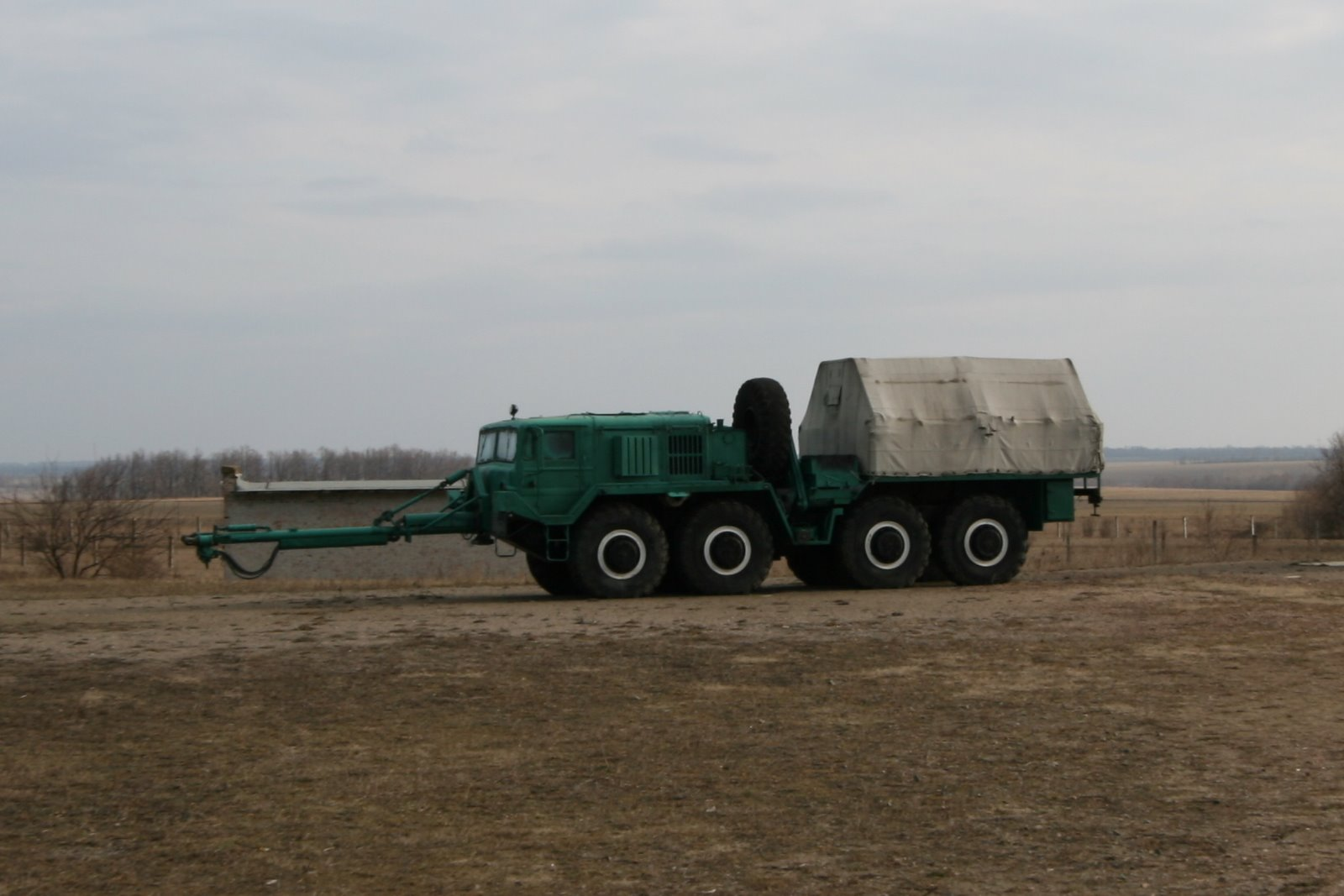
Спецавтомобіль на базі МАЗ-537 у Музеї РВСП України.

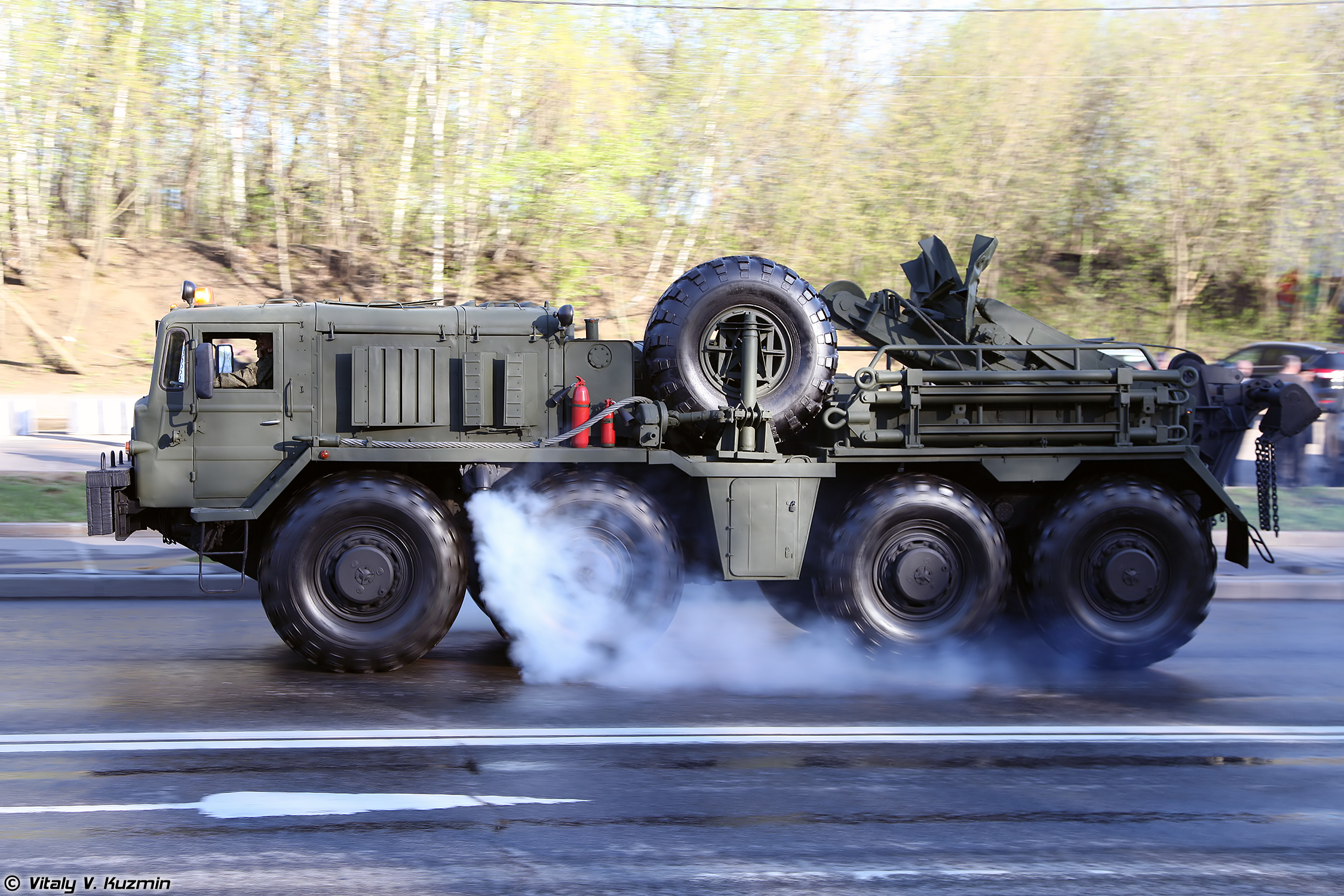
Евакуаційний тягач КЕТ-Т на базі МАЗ-537Г

## Модифікації
- МАЗ-537 — базова модель тягача.
- МАЗ-537А — баластовий тягач з металевою зварною платформою та лебідкою. Автомобіль був розрахований на буксирування по шосе або на місцевості важких гармат артилерійських, причепів і ракетних систем масою до 75 тонн по шосе і до 30 тонн по ґрунту. Побудовано невелику серію в 1964—1966 рр.
- МАЗ-537Б — експериментальний тягач, платформа для розміщення оперативно-тактичної ракети Р-17. Випробування не пройшов та серійно не випускався.
- МАЗ-537В — сідельний тягач цільового призначення з допустимим навантаженням на зчіпний пристрій, зменшеним на 7 т. Спочатку призначався для транспортування на двовісній платформі СУРД-1 безпілотного розвідника ДБР-1 «Яструб» (див. БПЛА Ту-123). Тягач МАЗ-537В випускався малими партіями за заявками Міноборони з 1965 до 1985 року. Крім транспортування БПЛА, застосовувався для буксирування спеціальних двовісних восьмиколісних транспортних напівпричепів з контейнерами для стратегічних ракет УР-100 та ракет 5В61 зі складу стрільбових комплексів системи протиракетної оборони А-35, а також двовісного напівпричепа-паливозаправника ТЗ-30 (АТ) тис. л.
- МАЗ-537Г — багатоцільовий тягач, зі збільшеним до 27 т навантаженням на опорно-зчіпний пристрій та новою 15-тонною лебідкою. Міг працювати у складі автопоїздів. Автомобіль МАЗ-537Г використовувався з усіма типами важких військових напівпричепів, буксував усі види бронетанкової техніки, потужні ракетні комплекси та настановні агрегати, послужив базою евакуаційного тягача КЕТ-Т, машини техдопомоги МТП-А4 та основою нових поколінь сідельних тяг. Це наймасовіша модифікація, що будувалася з 1964 року.
- МАЗ-537Д — спеціальний тягач із генераторною установкою змінного струму. Призначався для транспортування спеціальних напівпричіпних систем ракетних військ, водночас будучи пересувною електростанцією.
- МАЗ-537Е — спеціальний сідельний тягач військ РВСП. Оснащувався додатковим відбором потужності на допоміжні електрогенератори, гідронасоси та компресори для живлення різних напівпричіпних систем. Міг буксирувати напівпричепи масою до 68 т (як 537Г) і працювати у складі автопоїздів повною масою до 90 т. Доопрацьований варіант тягача застосовувався як тягач-штовхач та додаткове джерело електроенергії у складі надважкого багатоланкового транспортно-перевантажувального автопоїзда 15Т284 для перевезення контейнера з міжконтинентальною ракетою РТ-23.
- МАЗ-537К — тягач із крановим обладнанням. Розроблявся для ракетного комплексу 9К76 «Темп-С». Через невдалу конструкцію серійно не вироблявся.
- МАЗ-537Т — тягач для постачання на експорт до країн з вологим та жарким кліматом. Успішно пройшов усі випробування, але через непомірну вартість серійно не будувався.
- МАЗ-537Л (КЗКТ-537Л) — аеродромний тягач для буксирування літаків масою до 200 тонн.
- КЗКТ-537М — досвідчений тягач з дизельним двигуном ЯМЗ-240НМ (500 к.с.)
- КЗКТ-537П — буксирувальник ракетних систем. Мав кузов з тентом та посадковими місцями для особового складу.
- МАЗ-537Р — цивільний варіант з редуктором відбору потужності та причепом-розпуском ТТ-2. Використовувався у складі трубоплетевоза ПВ-481 на будівництві нафтогазопроводів. Широкого поширення не набув.